# Lago di Robièi
Il lago di Robièi è un bacino artificiale alpino che si trova ai piedi del ghiacciaio del Basodino, in Ticino. È stato creato dall'omonima diga che si trova nelle immediate vicinanze della capanna Basòdino.

## Descrizione
Sfruttato per produrre elettricità tramite turbine, può essere raggiunto seguendo la Vallemaggia fino a Bignasco e poi procedendo sino a San Carlo, da dove una teleferica conduce direttamente a Robièi.